# Teatro de Irlanda

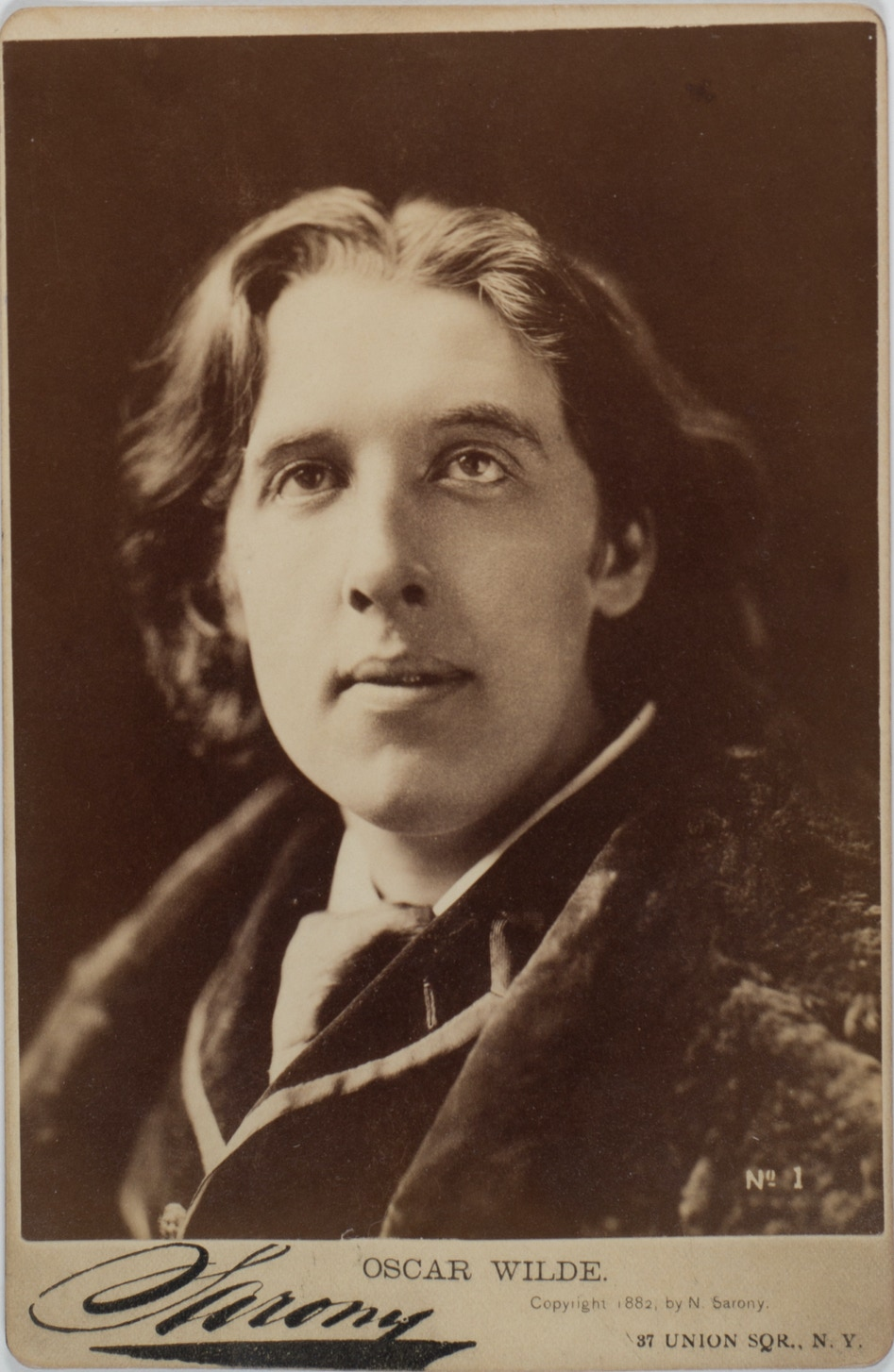
Oscar Wilde continuó siendo uno de los dramaturgos irlandeses más conocidos, fotografía de 1882.

Se conoce como teatro de Irlanda o teatro irlandés el drama representado en la isla de Irlanda o producido por dramaturgos nacidos o relacionados con ella. Su historia comienza con el alzamiento de la administración inglesa en Dublín al comienzo del siglo XVII. Durante los siguientes 400 años este país hizo una contribución al teatro en inglés que no guarda relación con su pequeño tamaño.
En los primeros años de su historia, las producciones teatrales de Irlanda tendían a servir a propósitos políticos de la administración, pero conforme abrieron más teatros y la audiencia popular creció, se fueron representando una cantidad más variada de entretenimientos. Muchos teatros con sede en Dublín desarrollaron relaciones con sus equivalentes londinenses y los intérpretes y producciones de la capital británica con frecuencia alcanzaron la escena irlandesa. Sin embargo, la mayor parte de los dramaturgos irlandeses, desde William Congreve hasta George Bernard Shaw tuvieron que marchar al extranjero para establecerse. 
A comienzos del siglo XX, los teatros y las compañías teatrales se dedicaron a representar obras irlandesas y comenzaron a aparecer escritores indígenas, directores e intérpretes autóctonos, comenzó a emerger. Esto permitió que muchos destacados dramaturgos irlandeses aprendieran su oficio y establecieran su reputación en casa, más que marchándose a Gran Bretaña o a los Estados Unidos. 

## Comienzos modestos
Aunque parece que hubo representaciones de obras sobre temas religiosos en Irlanda en fecha tan temprana como el siglo XIV, la primera ocasión bien documentada de un producción teatral en Irlanda es la puesta en escena en 1601 de Gorboduc presentada por Charles Blount, primer Conde de Devon, Lord Mountjoy Señor Teniente de Irlanda en el Gran Salón del castillo de Dublín. La obra había sido escrita por Thomas Sackville, primer conde de Sorset, y Thomas Norton para las festividades de la Navidad de año 1561-2 en el Inner Temple en Londres y parece que se seleccionó porque era la historia de un reino dividido que cayó en la anarquía, lo que era aplicable a la situación de Irlanda en la época de la representación. Mountjoy comenzó una moda, y las representaciones privadas se hicieron bastante corrientes en las grandes casas de toda Irlanda durante los siguientes treinta años.

## La corte en Kilkenny
En 1642, como resultado de la rebelión de 1641, los realistas dublineses se vieron obligados a dejar la ciudad. Muchos se fueron a Kilkenny para unirse a una confederación de antiguos ingleses e irlandeses que se formó en esa ciudad. Kilkenny tenía una tradición de representaciones dramáticas que databa de 1366, y la compañía de Dublín, muy debilitada, se instaló en su nuevo hogar. En Kilkenny se publicó, al menos, una obra nueva: A Tragedy of Cola's Fury, or, Lirenda's Misery, una obra flagrantemente política en la que la «Lirenda» del título era un anagrama de «Ireland» (esto es, 'Irlanda' en inglés).
Con la restauración de la monarquía en 1661, a John Ogilby le encargaron diseñar arcos triunfales y escribir mascaradas para la entrada del nuevo rey en Londres. Ogilby fue reinstalado como maestro de ceremonias y regresó a Dublín para abrir un nuevo teatro en Smock Alley. Aunque comenzó bien, este nuevo teatro estaba básicamente bajo control de la administración del castillo de Dublín y representaba principalmente obras pro-Estuardo y clásicos shakesperianos. Como resultado de ello, los dramaturgos irlandeses y actores con verdadero talento debían marchar a Londres.

## La Restauración
Un ejemplo temprano de esta tendencia fue William Congreve, uno de los más destacados escritores para la escena del siglo XVIII. Aunque nació en Yorkshire, Congreve creció en Irlanda y estudió con Jonathan Swift en Kilkenny y en el Trinity College de Dublín. Después de graduarse, Congreve se trasladó a Londres para estudiar Derecho en el Temple y seguir una carrera literaria. Su primera obra, El solterón (The Old Bachelor) (1693) fue apoyada por John Dryden, y siguió escribiendo al menos otras cuatro obras más. La última de ellas, Así va el mundo (The Way of the World) (1700) es una de las obras de Congreve que se siguen representando con regularidad en los escenarios modernos. Sin embargo, al tiempo de su creación, fue un fracaso relativo, y no volvió a escribir más para el teatro.
Con la ascensión al trono de Guillermo de Orange, todo el espíritu de la época cambió en el castillo de Dublín, incluyendo su actitud hacia el teatro. Smock Alley siguió existiendo hasta 1811 y durante el siglo XIX se abrieron nuevos teatros, tales como el Teatro Real, Queens' Theatre, y el Gaiety Theatre. Sin embargo, una constante durante los siguientes 200 años fue que la acción principal del teatro irlandés transcurrió fuera, principalmente en Londres.

## El siglo XVIII

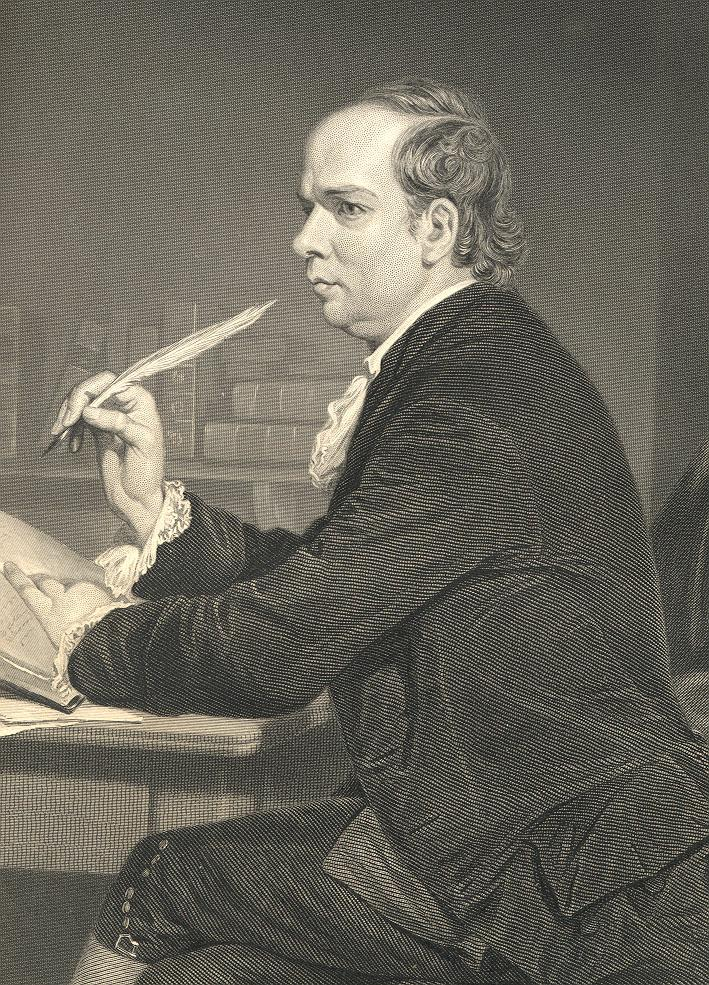
Oliver Goldsmith.

El siglo XVIII vio emerger dos grandes dramaturgos irlandeses, Oliver Goldsmith y Richard Brinsley Sheridan, que fueron dos de los más exitosos dramaturgos de los escenarios londinenses del siglo XVIII.
Goldsmith nació en Roscommon y creció en un ambiente extremadamente rural. Entró en el Trinity College en 1745 y se graduó en 1749. Regresó a la casa familiar y, en 1751, comenzó a viajar, estableciéndose finalmente en 1756 en Londres, donde publicó poesía, prosa, y dos obras, The Good-Natur'd Man (1768) y She Stoops to Conquer (Ella se inclina para vencer, 1773). Esta última fue un enorme éxito y aún se sigue representando con regularidad.
Sheridan nació en Dublín, en una familia de fuerte tradición literaria y teatral. Su madre era escritora y su padre dirigía el Teatro de Smock Alley. La familia se trasladó a Inglaterra en la década de 1750, y Sheridan estudió en la Harrow Public School. Su primera obra, The Rivals (Los rivales, 1775), fue representada en Covent Garden y con un éxito inmediato. Siguió trabajando para convertirse en uno de los más significativos dramaturgos londinenses de finales del siglo XVIII con obras como The School for Scandal (La escuela del escándalo) y The Critic. Era propietario del Teatro de Drury Lane, que compró a David Garrick. El teatro ardió en 1809, y Sheridan vivió el resto de su vida en circunstancias de pobreza. Está enterrado en el Rincón de los poetas de la Abadía de Westminster.

## ElsigloXIX
Después de Sheridan, el siguiente dramaturgo irlandés de importancia histórica fue Dion Boucicault (1820–1890). Boucicault nació en Dublín pero fue enviado a Inglaterra para completar su educación. En el colegio, comenzó a escribir escenas dramáticas y pronto empezó a trabajar para los escenarios con el nombre de Lee Moreton. Su primera obra fue Legend of Devil's Dyke (1838) que él mismo interpretó en Brighton. Su primera producción londinense fue London Assurance (1841). Fue un gran éxito y parece que se puso a trabajar para convertirse en el mayor escritor de comedias de la época. Sin embargo, sus siguientes obras no tuvieron tanto éxito y Boucicault se encontró con deudas. Recobró parte de su reputación con The Corsican Brothers (1852), un melodrama bien construido.
En 1853, se trasladó a Nueva York, donde pronto se convirtió en un éxito con obras como The Poor of New York (1857), Dot (1859, basada en la obra El grillo del hogar, «The Cricket on the Hearth» de Charles Dickens) y The Octoroon (1859). Estas obras trataron temas como la pobreza urbana y la esclavitud. Boucicault también participó en la lucha por la aprobación de la ley de 1856 sobre copyright por el Congreso. Su última obra en Nueva York fue The Colleen Bawn (1860). Ese año, Boucicault regresó a Londres para poner en escena The Colleen Bawn y la obra alcanzó 247 representaciones en el Teatro Adelphi. Escribió unas cuantas obras más, con éxito, incluyendo The Shaughran (1875) y Robert Emmet (1884). Estas últimas obras ayudaron a perpetuar el estereotipo del irlandés borracho, impulsivo y charlatán que ha proliferado en la escena británica desde los tiempos de Shakespeare. Otros dramaturgos irlandeses de la época fueron John Banim y Gerald Griffin, cuya novela The Collegians  sirvió de base para The Colleen Bawn.
Boucicault es considerado generalmente como el más Ingenio (inteligencia)ingenioso dramaturgo irlandés entre Sheridan y Oscar Wilde (1845–1900). Wilde nació en Dublín en una familia literaria y estudió en el Trinity College, donde tuvo una carrera brillante. En 1874 ganó una beca para acudir al Magdalen College de Oxford. Aquí comenzó su carrera de escritor, ganando el Premio Newdigate por su poema Ravenna. Sus estudios acabaron abruptamente durante su segundo año en Oxford cuando su padre murió dejando cuantiosas deudas.
Durante una carrera literaria corta pero brillante, Wilde escribió poesía, cuentos cortos, crítica y una novela, pero sus obras dramáticas probablemente representen su legado más perdurable. El primer éxito teatral de Wilde fue El abanico de Lady Windermere (1892), que dio como resultado que se convirtiera en el dramaturgo del que todos hablaban en Londres. A esta obra le siguieron Una mujer sin importancia (1893), Un marido ideal (1895) y su obra más famosa La importancia de llamarse Ernesto ese mismo año.

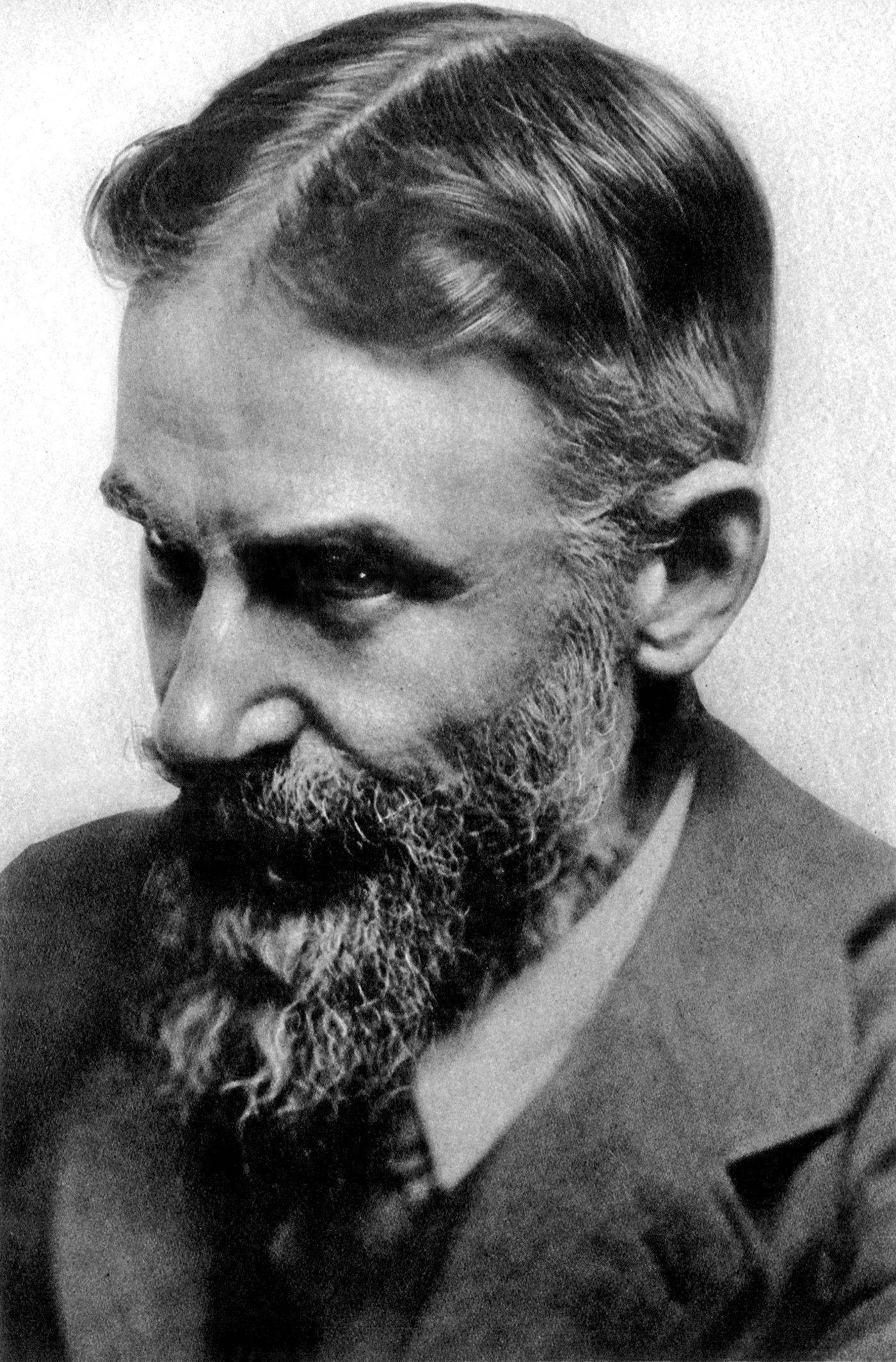
George Bernard Shaw

Con estas obras, Wilde dominó el teatro británico de finales de la época victoriana. Sus obras destacan por la ligereza de su ingenio, pero también consiguió tratar algunos temas serios  sobre los roles sexuales y de clase, así como sobre la identidad, como escribió él mismo 'tratando las cosas serias con ligereza y las ligeras con seriedad'. Los acontecimientos en la vida personal de Wilde superaron su éxito literario y murió en París en 1900. Sigue siendo una de las grandes figuras en la historia del teatro irlandés y sus obras se representan con frecuencia por todo el mundo amgloparlante.
El contemporáneo de Wilde George Bernard Shaw (1856–1950) era un tipo de escritor muy diferente. Nacido en Dublín, Shaw se trasladó a Londres en 1876 pretendiendo convertirse en novelista. Aquí intervino activamente en política socialista y se convirtió en miembro de la Sociedad Fabiana. Era un vegetariano muy público. Sus obras dramáticas estuvieron muy influidas por Henrik Ibsen. Sus primeras obras políticas no fueron populares, pero dio un gran paso adelante con La otra isla de John Bull (1904). Shaw fue extremadamente prolífico, y su obra completa llena 36 volúmenes. Muchas de sus obras han caído hoy en el olvido, pero un grupo de ellas, que incluyen Mayor Bárbara, Santa Juana (normalmente considerada su obra maestra) y Pigmalión  aún se representan con regularidad. Pigmalión  fue la base de la película My Fair Lady, hecho que benefició a la Galería Nacional de Irlanda pues Shaw dejó los derechos de autor de la obra a la galería. Una estatua del dramaturgo se encuentra actualmente en el exterior de la entrada a la galería. Ganó el Premio Nobel de Literatura en 1924.

## El Teatro Abbey

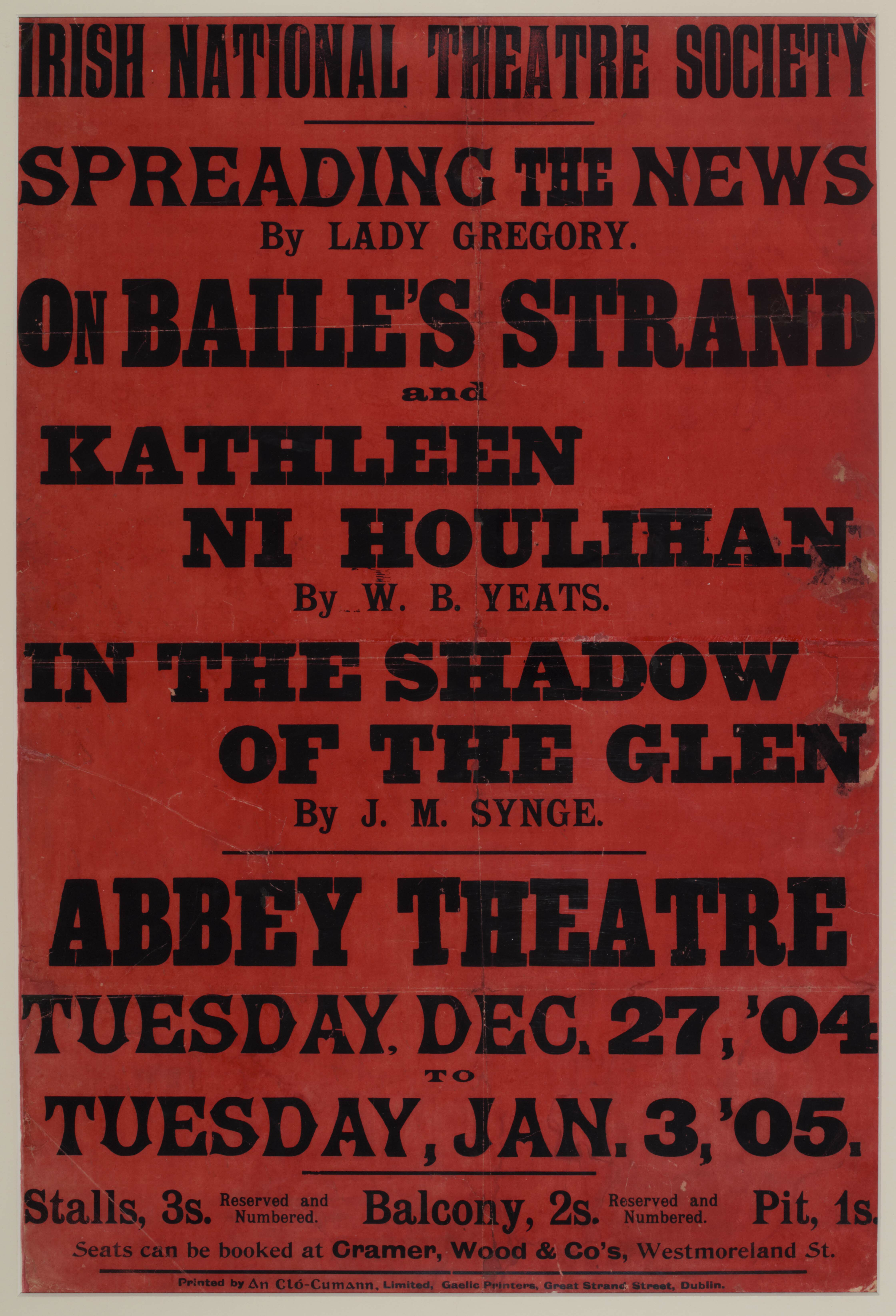
Un póster para la sesión inaugural del Teatro Abbey el 27 de diciembre de 1904 a 3 de enero de 1905.

El renacimiento de un teatro autóctono en la isla vino de mano del movimiento nacionalista, que culminó en el Tratado de independencia de 1921. La principal figura de este cambio fue W.B. Yeats, quien en 1892 fundaría la Sociedad Literaria Nacional y, en 1903, la Sociedad Teatral Nacional de Irlanda. 
W. B. Yeats y lady Gregory fueron fundadores del Teatro de la Abadía (Abbey Theatre). En 1899 se estableció en Dublín el Teatro Literario Irlandés ("Irish Literary Theatre"), que más tarde se convertiría en el Teatro de la Abadía. La historia de este teatro está bien documentada, y su importancia puede verse en la lista de escritores cuyas obras se representaron por primera vez aquí a principios del siglo XX. Entre ellos están el propio Yeats, Lady Gregory, John Millington Synge, George Moore, y Sean O'Casey. Igualmente importante fue la introducción, a través de Yeats, por vía de Ezra Pound, de elementos del teatro Nō de Japón, una tendencia a mitologizar situaciones cotidianas, y un foco particularmente fuerte en escritos en dialectos de hiberno-inglés, el Abbey iba a crear un estilo que ha mantenido una fuerte fascinación para futuros dramaturgos irlandeses. De hecho, puede casi decirse que el Abbey creó los elementos básicos de un estilo teatral nacional.
Como dramaturgo, Yeats nunca dejó de ser lírico, destacando sus obras Deirdre (1907), Catheleen ní Houlihan (The Countess Cathleen, 1892) y, sobre todo, La tierra del deseo del corazón (The Land of Heart's Desire, 1894) y Las aguas de las sombras. Influyó en sus contemporáneos, lady Gregory y Synge, para que se dedicaran al teatro. La primera de ellas se dedicó sobre todo a obras de un acto con temas populares. 
Por su parte, John Millington Synge, pese a su breve carrera, fue el más destacado dramaturgo irlandés de la época. Explora el mundo lingüístico del campesinado irlandés en obras como Jinetes al mar o Deirdre de los pesares, obra en la que trabajaba cuando falleció. Chocó con los límites ideológicos que el nacionalismo y la Iglesia católica establecían a lo que un dramaturgo podía contar sobre su país con motivo de la representación de El Playboy del mundo occidental (1907). 
Su línea estética fue seguida por Sean O'Casey, sólo que en lugar de dedicarse al mundo rural irlandés, creó obras ambientadas en los barrios bajos de Dublín, reproduciendo la forma de hablar de la clase trabajadora. En sus obras, las mujeres son fuertes, realistas, sacrificadas, mientras los hombres resultan vanos y charlatanes; mezclaba comedia y tragedia. En 1923 estrenó The Shadow of a Gunman en el Teatro de la Abadía. Se le recuerda sobre todo por sus primeras obras: Juno y el pavo real (Juno and the Paycock, 1924), ambientada en la guerra civil que tuvo lugar en Irlanda en los años 1920; y El arado y las estrellas (The Plough and the Stars, 1926). La representación de esta última produjo un tumulto en el Abbey, lo que de nuevo indicaba que ciertos temas podían escandalizar, lo cual se vio confirmado cuando el Teatro de la Abadía rechazó su obra The Silver Tassie (La copa de plata) en 1928, lo que motivó su exilio a Inglaterra.
Este período vio también el auge de las obras escritas en irlandés, especialmente después de la formación, en 1928, de An Taidhbhearc, un teatro dedicado al idioma irlandés. El Teatro Gate, también fundado en 1928 con dirección de Hilton Edwards y Micheál MacLiammoir, presentó al público irlandés muchos de los clásicos del teatro europeo.

## Mediados delsigloXX
El siglo XX vio un número de dramaturgos irlandeses destacados. Samuel Beckett es probablemente el más significativo de ellos. Beckett tuvo una larga carrera como novelista y poeta antes de que su primera obra, Esperando a Godot (1953) lo hiciera famoso. Esta obra, junto a la segunda, Final de partida (1957), es una de las grandes obras del teatro del absurdo. Beckett recibió el Premio Nobel en 1969.
El Teatro Lírico de Dublín, fundado en 1944 por Austin Clarke tuvo su base en el Abbey hasta 1951 y produjo muchas de las propias obras en verso de Clarke. Desde mediados de los años 1950, la Iglesia Unitaria de St Stephen's Green, Dublín, albergó el Amharclann an Damer (el Teatro Damer). El Damer produjo teatro tanto profesional como aficionado, en lengua irlandesa. Aquí tuvo lugar, en 1957, el estreno mundial de la obra de Brendan Behan titulada An Giall (El rehén).  El teatro cerró a finales de la década de los años 1970. Behan siguió siendo un dramaturgo extremadamente popular, en particular por su obra con el Teatro real de Joan Littlewood en Stratford, Londres Este.
Otros dramaturgos irlandeses importantes de este período fueron: Denis Johnston, Thomas Kilroy, Tom Murphy, Hugh Leonard, y John B. Keane.

## Acontecimientos recientes
En general, el Abbey fue la influencia dominante en el teatro en irlanda a lo largo del siglo XX. El ejemplo de Beckett ha sido casi totalmente ignorado, aunque sus obras se representan regularmente en los escenarios irlandeses. Behan, usando canciones y dirigiéndose directamente al público, estuvo influido por Bertolt Brecht y Denis Johnston usó técnicas modernistas incluyendo textos encontrados y collage, pero sus obras tuvieron poco impacto en los dramaturgos que vinieron después de ellos. Desde la década de 1970, han surgido una serie de compañías que desafían el dominio del Abbey e introducen diferentes estilos y acercamientos. Entre ellas están Focus Theatre, The Children's T Company, la Project Theatre Company, Mangled Ferret,  Druid Theatre, TEAM y Field Day. Estas compañías han nutrido un número de escritores, actores y directores que desde entonces han marchado a tener éxito en Londres, Broadway y Hollywood o en otros campos literarios. Entre ellos puede mencionarse a Roddy Doyle, Peter Sheridan, Brian Friel, Stephen Rea, Garry Hynes, Martin McDonagh y Gabriel Byrne.
De todos ellos, quizá el más relevante de las últimas décadas sea Brian Friel, con sus obras claramente intemporales, que retratan la vida rural de Irlanda. Los problemas de falta de comunicación entre generaciones o entre países se ven reflejados en sus obras Philadelphia, Here I Come (Filadelfia, aquí estoy, 1964) y Translations (Traducciones, 1981). Dancing at Lughnasa (Bailar en Lughnasa, 1990) es considerada su obra maestra.